# استخوان پرویزنی
استخوان پَرویزَنی یا استخوان اتموئید (به انگلیسی: Ethmoid bone) یک استخوان منفرد، کوچک و سبک در جمجمه است که حفره بینی را از مغز جدا می‌کند. این استخوان در قسمت جلوی جمجمه و میان کاسه چشم‌ها واقع شده‌است و از بیرون بدن قابل مشاهده نیست. پرویزن واژه‌ای فارسی به معنی غربال است.
بخشی از استخوان پرویزنی در کف جلویی کاسه سر و قسمت دیگرش در جلوی استخوان پروانه‌ای و داخل حفره بینی واقع شده‌است. استخوان پرویزنی دو تیغه عمودی و افقی دارد که تیغه افقی، تیغة پرویزنی (غربالی) نام دارد و سوراخ‌سوراخ است و رشته‌های عصب بویایی از آن‌ها می‌گذرد. در دو انتهای این تیغه دو محفظه به حالت معلق قرار دارد که آنها را توده‌های طرفی می‌نامند و از داخل کاسة چشم دیده می‌شود. تیغه عمودی دیواره بینی را می‌سازد. سینوس‌های پرویزنی به دو بخش سینوس‌های پرویزنی پیشین و پسین تقسیم می‌شوند.

## کالبدشناسی
استخوان پرویزنی در قسمت قدامی قاعدهٔ جمجمه و در زیر استخوان پیشانی و در پیش استخوان پروانه‌ای قرار دارد و دارای یک صفحهٔ سوراخ‌دار به‌نام صفحهٔ پرویزنی (غربالی)، یک تیغهٔ عمودی و دو تودهٔ طرفی است. صفحهٔ پرویزنی بخشی از سقف حفرهٔ بینی را می‌سازد و توده‌های طرفی در تشکیل جدار خارجی حفرهٔ بینی و جدار داخلی حفرهٔ کاسه چشمی شرکت دارند.
صفحه افقی:

صفحه افقی در وسط بریدگی استخوان پرویزنی در استخوان پیشانی قرار گرفته و قسمتی از سقف حفره بینی و کف جمجمه را می‌سازد و دارای سوراخ‌هایی است که رشته بویایی از آن عبور می‌کند. در سطح داخلی جمجمه در وسط صفحه سوراخ‌دار افقی یک زائده مثلثی شکل دیده می‌شود به نام زائده تاج‌خروسی (کریستا گالی) که محل اتصال داس مغز است و در تشکیل سوراخ کور شرکت می‌کند.
صفحه عمودی:

صفحه عمودی استخوان پرویزنی یک تیغه استخوانی نازک، تخت و تقریباً چهارگوش است که در امتداد زائده تاج‌خروسی و به سطح تحتانی صفحه افقی چسبیده و قسمت اعظم دیواره وسط بینی را تشکیل می‌دهد. صفحه عمودی از سطح تحتانی صفحه غربالی، به صورت عمود فرود می‌آید و قسمت فوقانی دیواره بینی را تشکیل می‌دهد.
این صفحه در عقب و بالا با استخوان پروانه‌ای و در عقب و پائین با استخوان تیغه بینی و در جلو و بالا با استخوان‌های بینی و در جلو و پائین با غضروف میانی بینی مفصل می‌شود و ممکن است به یک طرف بیشتر خمیده باشد (انحراف بینی) و در قسمت بالای این سطح شیارهایی دیده می‌شود که اثر رشته‌های بویایی است. 
کنار تحتانی آن نسبتاً ضخیم است و محل اتصال غضروف تیغه بینی است. تیغه عمودی صاف است اما در قسمت فوقانی که مجاور با صفحه غربالی است، ناودان‌ها و مجاری کوچکی (در اثر عبور رشته‌های عصب بویایی به سوی صفحه غربالی) پدید آمده‌است.
در صورتی که صفحه عمودی به یک طرف انحراف پیدا کند از حفره بینی هوا به راحتی عبور نمی‌کند. این امر باعث خشکی در محیط یک حفره و تورم و پرخونی در مخاط حفره دیگر بینی می‌گردد.
توده‌های طرفی:

هر کدام از توده‌های طرفی مکعبی‌شکل بوده و دارای شش سطح می‌باشند. هر یک از مازها (لابیرینت‌ها) شامل تعدادی حفره‌های هوایی است که به آنها حفره‌های هوایی پرویزنی (اتموئیدال) می‌گویند. این حفره‌ها در سه گروه قدامی، میانی و خلفی دسته‌بندی می‌شوند.
سطح فوقانی ماز شامل تعدادی نیم‌یاخته هوایی است که با نیم‌یاخته‌های هوایی مشابه از استخوان پیشانی تشکیل سلول‌های هوایی پرویزنی بالایی را می‌دهند. در بین این سینوس‌ها دو مجرا به نام‌های مجراهای پرویزنی پیشین و پسین وجود دارد که از روی هم قرار گرفتن ناودان‌های مشابه موجود در دو استخوان تشکیل یافته‌اند.
رگ‌ها و اعصابی با همین نام از درون این دو مجرا گذشته و از کاسه چشم وارد حفره بینی می‌شوند. در ضربات سطحی که منجر به خونریزی از بینی می‌گردند سرخرگ پرویزنی پیشین دچار خونریزی می‌شود.
سطح زیرین ماز با استخوان فک بالا مفصل گشته و دارای نیم‌یاخته‌هایی است که با نیم‌یاخته‌های مشابه از فک بالا تشکیل سینوس‌های بین دو استخوان را می‌دهد.
سطح بیرونی ماز (لابیرینت) به صورت یک صفحه صاف چهارگوش است و صفحه اوبیتال نام دارد. این صفحه در تشکیل دیواره داخلی چشمخانه شرکت می‌کند. کنار قدامی این صفحع با استخوان اشکی، کنار خلفی با استخوان پروانه‌ای، کنار تحتانی با فک بالا و زائده کاسه‌چشمی استخوان کامی (پالاتین) و کنار فوقانی آن با استخوان پیشانی مفصل می‌شود.

## نگارخانه

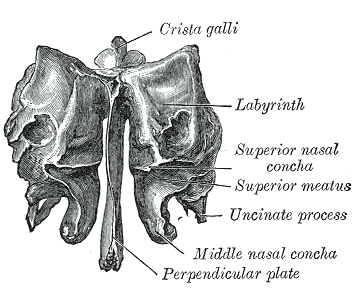
بخش‌های استخوان پرویزنی
- ویدئویی در مورد زائده تاج‌خروسی